# ①Be Possible!
『①Be Possible!』（1ビー・ポッシブル）は、THE ポッシボーの1枚目のスタジオ・アルバム。2007年3月14日にGOOD FACTORY RECORDSから発売された。

## 解説
「危い土曜日」はキャンディーズ、「恋するニワトリ」は谷山浩子のカバー曲。

## 収録曲
1. ヤングDAYS!!
作詞・作曲：つんく、編曲：高橋諭一
2. 初恋のカケラ
作詞・作曲：つんく、編曲：高橋諭一
3. 主食=GOHANの唄
作詞・作曲：つんく、編曲：高橋諭一
4. 乙女ナゾナゾ
作詞・作曲：つんく、編曲：高橋諭一
5. 危い土曜日
作詞：安井かずみ、作曲：森田公一、編曲：高橋諭一
6. 恋するニワトリ
作詞・作曲：谷山浩子、編曲：鈴木Daichi秀行